# عائلة آدامز (فلم 2019)
عائلة آدامز (بالإنجليزية: The Addams Family) هو فيلم رسوم متحركة ثلاثي الأبعاد، كوميديا رعب وروح دعابة سوداء، على أساس العمل الذي يحمل نفس الاسم، تم إنشائه بواسطة تشارلز أدامز. من إخراج كونراد فيرنون وجريج تيرنان، يعرض الفيلم أصوات أوسكار إسحاق، تشارليز ثيرون، كلوي جريس موريتز، فين وولفهارد، نيك كرول، بيت ميدلر، إلسي فيشر وأليسون جاني. ظهرت لأول مرة في الولايات المتحدة في 11 أكتوبر 2019، وفي البرازيل والبرتغال في الحادي والثلاثين، عيد الهالوين.

## القصة
تبدأ حياة عائلة آدامز في الظهور عندما يواجهون مضيفًا تلفزيونيًا غادرًا وجشعًا ومتغطرسًا ومكرًا. في الوقت نفسه، يستعد آدامز لاستضافة أفراد آخرين من عائلتهم لحفلة كبيرة.

## وصلات خارجية
- عائلة آدامز على موقع IMDb (الإنجليزية)
- عائلة آدامز على موقع ميتاكريتيك (الإنجليزية)
- عائلة آدامز على موقع روتن توميتوز (الإنجليزية)
- عائلة آدامز على موقع قاعدة بيانات الأفلام العربية
- عائلة آدامز على موقع ألو سيني (الفرنسية)
- عائلة آدامز على موقع أول موفي (الإنجليزية)
- عائلة آدامز على موقع بوكس أوفيس موجو (الإنجليزية)
- عائلة آدامز على موقع فيلمافينيتي (الإسبانية)
- عائلة آدامز على موقع قاعدة بيانات الأفلام السويدية (السويدية)
- عائلة آدامز على موقع قاعدة بيانات الفيلم (الإنجليزية)